# Alexis Ramos
Alexis Damián Ramos (Mar del Plata, 13 aprile 1989) è un calciatore argentino, attaccante del FADEP.

## Carriera
Ha giocato nella massima serie dei campionati salvadoregno, uruguaiano, venezuelano, cambogiano, costaricano, nicaraguense e boliviano.